# Janson
El tipo de letra Janson es una tipografía clásica o serifada muy utilizada actualmente. Fue diseñada en la región de Transilvania por Miklós (Nicolas) Misztótfalusi Kis alrededor de 1690. Con el paso del tiempo, se comenzó a conocer como la tipografía Janson debido a la equivocada creencia de que había sido diseñada por un tipógrafo neerlandés llamado Anton Janson.
Este tipo de letra ha sido una de las más populares de todos los tiempos, tan solo equiparable en frecuencia de uso con la Garamond.[cita requerida]